# Mimobybe tuberculipennis
Mimobybe tuberculipennis är en skalbaggsart som beskrevs av Stefan von Breuning 1970. Mimobybe tuberculipennis ingår i släktet Mimobybe och familjen långhorningar.
Artens utbredningsområde är Filippinerna. Inga underarter finns listade i Catalogue of Life.